# Julie (EP)
Julie är en EP av Jens Lekman. Skivan utgavs på skivbolaget Service.

## Låtlista
1. "Julie" (Remix) — 3:02
2. "I Saw Her in the Anti-War Demonstration" — 3:11
3. "A Sweet Summers Night on Hammer Hill" — 3:27
4. "A Man Walks into a Bar" — 4:22
5. "Another Sweet Summers Night on Hammer Hill" — 5:39

### Fotnoter
1. ↑  ”Julie”. Discogs.com. http://www.discogs.com/Jens-Lekman-Julie-EP/release/476331. Läst 12 april 2012.